# Acerra (starożytność)

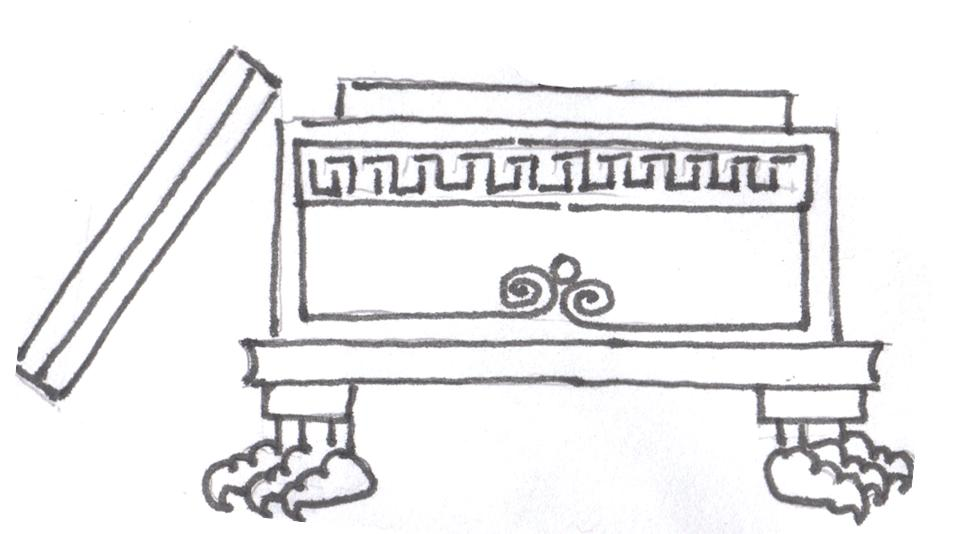
Acerra

Acerra – w starożytnym Rzymie niewielka skrzyneczka z brązu lub marmuru, używana do przechowywania kadzidła służącego przy składaniu ofiar.
Nazwa ta odnosiła się również do małego, ustawianego przed zmarłym ołtarzyka, na którym palono wonności, bądź też używanego jako ołtarz przenośny podczas ceremonii pogrzebowych.